# Kasper Hämäläinen
Kasper Hämäläinen est un footballeur finlandais, né le 8 août 1986 à Turku en Finlande. Il évolue comme milieu de terrain offensif au Legia Varsovie, club polonais.

## Biographie

### En club
Le 30 janvier 2013, il s'engage pour trois saisons avec le Lech Poznań, club de première division polonaise. Le 24 février, alors que la trêve hivernale vient de s'achever, il fait ses débuts avec son nouveau club contre le Ruch Chorzów, marque un but et délivre une passe décisive. À partir de ce match, il ne quitte plus le onze de départ du deuxième du championnat.
Il inscrit 13 buts dans le championnat de Pologne lors de la saison 2014-2015, ce qui constitue sa meilleure performance.

### En équipe nationale
Avec les espoirs finlandais, il participe au championnat d'Europe espoirs en 2009. Lors de cette compétition, il joue trois matchs, avec pour résultat trois défaites.
Il reçoit sa première sélection en équipe de Finlande le 19 novembre 2008, en amical contre la Suisse (défaite 1-0 à Saint-Gall).
Il inscrit ses deux premiers buts en équipe nationale le 17 novembre 2010, contre l'équipe de Saint-Marin. Ce match gagné 8-0 à Helsinki rentre dans le cadre des éliminatoires de l'Euro 2012. Il marque ensuite en 2011 un but contre la Lettonie, puis un second doublé, contre la Moldavie.
En 2012, il inscrit un nouveau but contre la Géorgie. Par la suite, en 2013, il inscrit deux autres buts, contre la Biélorussie et la Slovénie. Il inscrit enfin un dernier but en 2016 contre la Belgique.

## Palmarès
- Deuxième de la Coupe baltique en 2012 avec l'équipe de Finlande
- Champion de Pologne en 2015 et 2016 avec le Lech Poznań ; en 2017 et 2018 avec le Legia Varsovie
- Vice-champion de Pologne en 2013 et 2014 avec le Lech Poznań
- Vainqueur de la Coupe de Pologne en 2016 et 2018 avec le Legia Varsovie
- Finaliste de la Coupe de Pologne en 2015 avec le Lech Poznań
- Vainqueur de la Supercoupe de Pologne en 2015 avec le Legia Varsovie
- Finaliste de la Supercoupe de Pologne en 2017 et 2018 avec le Legia Varsovie